# Кемпи (Нижньосілезьке воєводство)
Кемпи (пол. Kępy, нім. Kampern) — село в Польщі, у гміні Вондрожі-Великі Яворського повіту Нижньосілезького воєводства.
Населення — 132 особи (2011).
У 1975-1998 роках село належало до Легницького воєводства.

## Демографія
Демографічна структура станом на 31 березня 2011 року:
|          | Загалом | Допрацездатний вік | Працездатний вік | Постпрацездатний вік |
| -------- | ------- | ------------------ | ---------------- | -------------------- |
| Чоловіки | 72      | 13                 | 45               | 14                   |
| Жінки    | 60      | 10                 | 33               | 17                   |
| Разом    | 132     | 23                 | 78               | 31                   |